# Charmander
Charmander is een salamanderachtige Pokémon. Hij is de starterkeuze-Pokémon van de Kanto-regio. Charmander is van het type Vuur en is dus vaak te vinden op warme plekken zoals vlak bij een vulkaan. Als ze worden gevangen, liggen ze ook graag voor de open haard in een huis. Omdat Charmander van het type Vuur is kan hij niet tegen Water. Als hij in het water valt, kan dit dodelijk voor hem zijn. Als de vlam op zijn staart dooft, betekent dit immers ook het einde van zijn bestaan.
In Pokémon Red en Blue is hij verkrijgbaar als starter Pokémon. In Pokémon Yellow krijgt de speler hem van een trainer. In Pokémon Gold, Silver en Crystal en Pokémon Ruby, Sapphire en Emerald is hij enkel verkrijgbaar door te ruilen. In Pokémon FireRed en LeafGreen is hij tevens de starter Pokémon en in Pokémon Diamond, Pearl, Platinum, HeartGold en SoulSilver is verkrijgbaar via het Pal Park.
Charmander kan tweemaal evolueren: eerst evolueert hij op Niveau 16 in een Charmeleon. Een Charmeleon is groter, sneller en sterker dan een Charmander. Charmeleon evolueert op Niveau 36 in een Charizard. Een Charizard is veel groter dan een Charmeleon en een Charmander. Charizard lijkt op een draak en heeft ook vleugels waarmee hij het luchtruim kan overheersen. Omdat Charizard kan vliegen, kan hij zelfs van Water-types winnen.
Charmander hebben een lichtrode huidskleur en een vlam op het topje van de staart.
Charmander zijn moeilijk te hanteren. Als men ze echter eenmaal zover heeft dat ze luisteren, zijn het heel sterke Pokémon.
Charmanders naam komt van charcoal en salamander.
De aanvallen van Charmander zijn Vuuraanvallen zoals Vlammenwerper, Sintel en Vuurstoot. Hij kent ook alle basisaanvallen zoals Tackle en Krab.
In de tekenfilmreeks is het een bekende Pokémon omdat Ash Ketchum een Charmander in zijn team had.

## Ruilkaartenspel
Er bestaan 15 standaard Charmander kaarten, waarvan vier enkel in Japan zijn uitgebracht. Er bestaan ook twee Blaine's Charmander kaarten. Al deze hebben het type Fire als element. Verder bestaat er nog één Lightning-type Charmander δ-kaart. 